# Association municipale des sports et loisirs de Fréjus volley-ball
L'Association Sportive Fréjus è una società pallavolistica maschile francese, con sede nella città di Fréjus; milita nella quarta categoria francese, ma nella sua storia vanta la vittoria di diversi titoli nazionali.

## Storia
La società nacque nel 1974, con il nome completo di Association Municipal de Sports et Loisir de Fréjus. Scalò i campionati francesi fino a raggiungere la massima serie, e vincere nel 1986 il suo primo trofeo, la Coppa di Francia. La formazione dominò la scena nazionale della fine degli anni ottanta, vincendo anche 3 scudetti consecutivi.
Con il titolo di Campione di Francia partecipò a diverse edizioni della Coppa dei Campioni. Il miglior risultato nel massimo trofeo continentale è datato 1990, quando raggiunse la finale e venne sconfitta dalla Pallavolo Modena.
Nel 1992, nonostante la vittoria della terza accoppiata campionato-coppa, subì un pesante dissesto finanziario che fece retrocedere la squadra nelle serie inferiori, dove milita ancora oggi.

## Palmarès
- Campionato francese: 4

1986-87, 1987-88, 1988-89, 1991-92
- Coppa di Francia: 5

1985-86, 1986-87, 1988-89, 1990-91, 1991-92

## Denominazioni precedenti
- 1975-1989: Association municipale des sports et loisirs de Fréjus volley-ball
- 1989-1992: Association Sportive Fréjus Var Volley-Ball